# Tvinmark

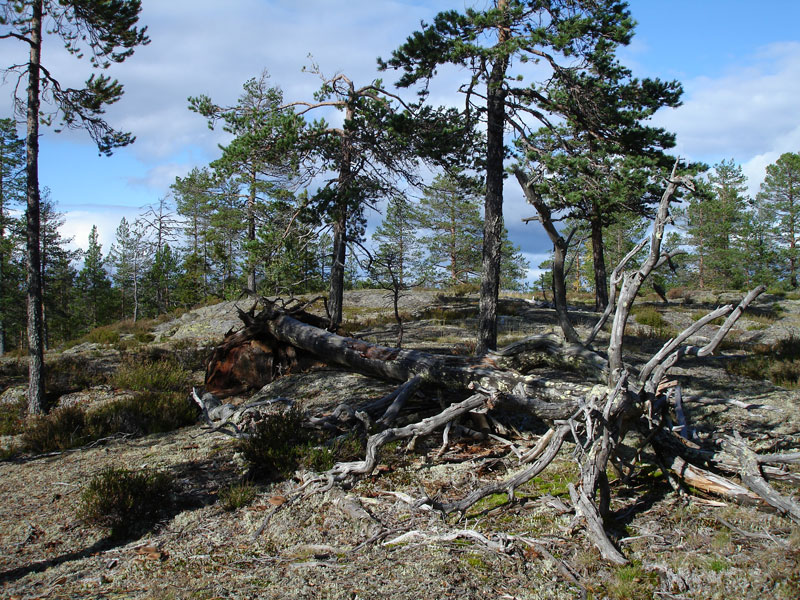
Tallskog på hällmarker på Gabrielsberget i norra Ångermanland.

Tvinmark är mycket lågproduktiv mark. Ordet används i Finland, där man delar in skogsbruksmarken i skogsmark, tvinmark och impediment. Tvinmark definieras som skogsmark där skogens medeltillväxt ligger på 0,1−1,0 m³/ha och år, medan impediment reserveras för de allra magraste markerna. I Sverige kallas allt under 1,0 m³/ha och år för impediment.
Tvinmark på mineraljord indelas i följande klasser:
- Skog på hällmark
- Blockfält
- Skog på höjder
- Fjällnära skog

Även glest trädbeväxta myrar klassificeras som tvinmark.